# Rezerwat przyrody Jezioro Liwia Łuża

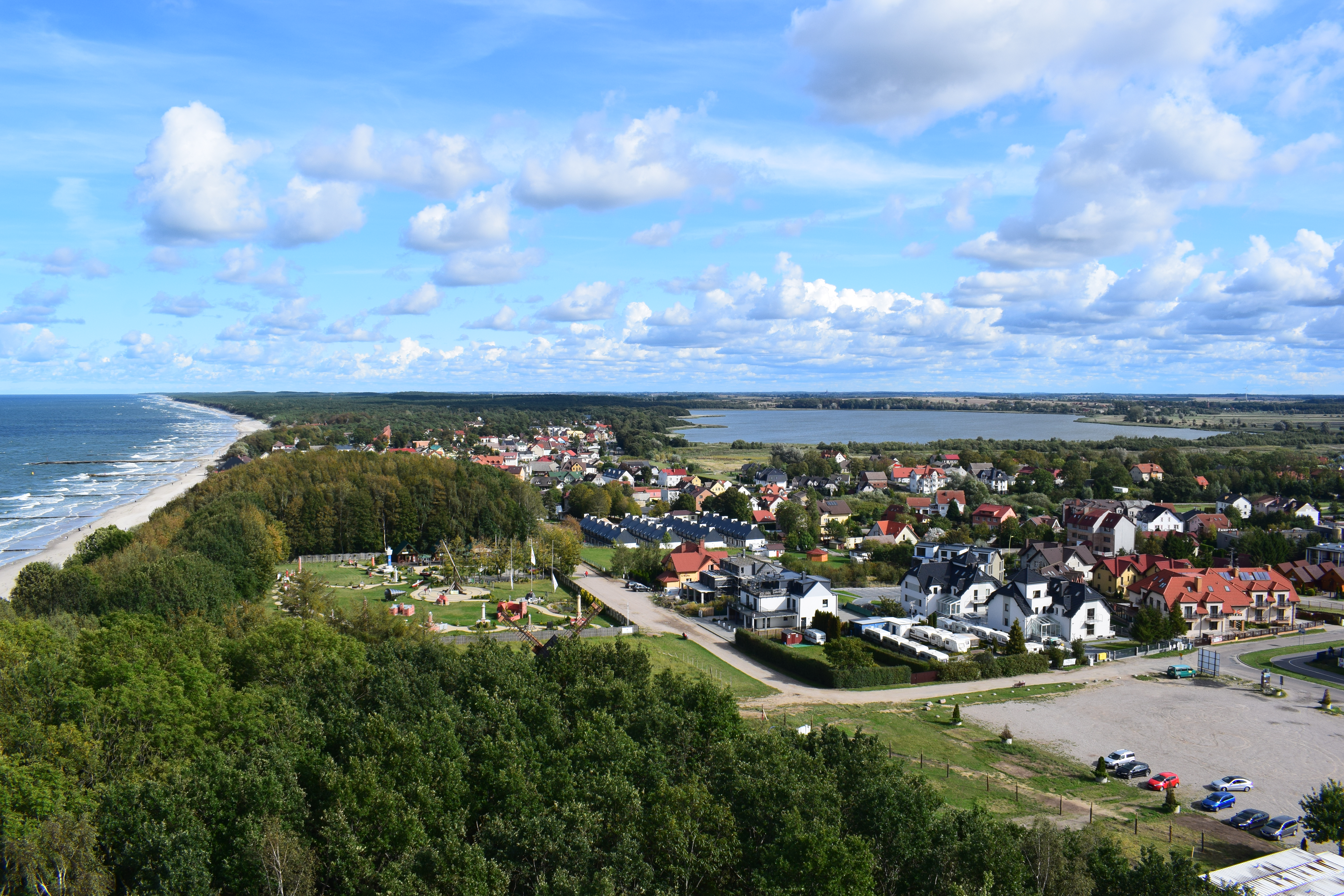
Morze po lewej i rezerwat Jezioro Liwia Łuża z Latarni Morskiej Niechorze oddalonej o 2,3 km

„Jezioro Liwia Łuża” – faunistyczny rezerwat przyrody o powierzchni 239,74 ha, w województwie zachodniopomorskim, w powiecie gryfickim, w gminie Rewal, 0,5–1,0 km od brzegu Morza Bałtyckiego. Rezerwat w strefie oddziaływania cofki morskiej. Obszar rezerwatu pokrywa się z linią brzegową jeziora Liwia Łuża. Na północy i zachodzie kąpielisko morskie Niechorze, na północnym wschodzie – Pogorzelica, na południu wieś Skalno.
Rezerwat został utworzony w dniu 8 lipca 1959 roku.
Znajduje się na obszarach programu Natura 2000:
- Trzebiatowsko-Kołobrzeskiego Pasa Nadmorskiego (PLH320017), który jest specjalnym obszarem ochrony siedlisk
- Wybrzeża Trzebiatowskiego (PLB320010) – obszaru specjalnej ochrony ptaków.

## Ochrona
Celem ochrony jest zachowanie ekosystemu płytkiego lagunowego jeziora wraz z różnorodnością siedlisk kształtowanych pod jego wpływem w warunkach zmiennego oddziaływania wód Bałtyku oraz siedlisk rzadkich gatunków roślin szczególnie słonolubnych i biotopów ptaków wodno-błotnych.
Ochroną ścisłą jest objęte 162,52 ha wód przybrzeżnych, powierzchni jeziora z największą liczbą „wysp” z szuwarów oczeretowych, z olsami i szuwarami trzcinowymi. Pozostała część rezerwatu podlega ochronie czynnej (11,97 ha) oraz ochronie krajobrazowej (65,19 ha).

## Ostoja ptaków
Niegdyś, gdy na jeziorze istniały naturalne łachy, gniazdował tutaj m.in.: perkoz dwuczuby (Podiceps cristatus – 30 par), łabędź niemy (Cygnus olor – 5 par), gęgawa (Anser anser – 20–25 par), błotniak stawowy (Circus aeruginosus – 2–3 pary), krwawodziób (Tringa totanus – 2 pary), śmieszka (Chroicocephalus ridibundus – 300 par) – obecnie kolonia lęgowa mew śmieszek znajduje się na jeziorze Konarzewo – mewa srebrzysta (Larus argentatus – 4–6 par; obecnie, mewy te licznie gniazdują na dachach budynków na terenie Niechorza), rybitwa zwyczajna (Sterna hirundo – 3–4 pary), wąsatka (Panurus biarmicus – 1 para), srokosz (Lanius excubitor – 1 para). W czasie wiosenno-jesiennych wędrówek przebywają tu m.in.: gęś zbożowa (Anser fabalis) i gęś białoczelna (Anser albiflons) – 600 osobników, świstun (Anas penelope), krakwa (Anas strepera), rożeniec zwyczajny (Anas acuta).
W ostoi ma swoje pierzowisko gęgawa (Anser anser) – około 100 osobników.

## Turystyka
Wokół rezerwatu przebiega okrężny  Szlak Liwiej Łuży, o długości 9,3 km, rozpoczynający się i kończący w Niechorzu, gdzie łączy się z  E-9 Szlakiem Nadmorskim im. Czesława Piskorskiego (Świnoujście – Kołobrzeg – Darłowo – Łeba – Żarnowiec).
Na jeziorze zlokalizowane są trzy pomosty – dwa od strony Niechorza, jeden od strony Skalna.